# Pałac Sapiehów w Wieleniu
Pałac Sapiehów w Wieleniu – pałac barokowy z XVIII wieku, położony w Wieleniu, w powiecie czarnkowsko-trzcianeckim, w województwie wielkopolskim.

## Zamek średniowieczny
Po raz pierwszy gród w Wieleniu został wzmiankowany w 1108 roku. W 1298 roku Władysław Łokietek nadał castrum kasztelanowi Wincentemu z Szamotuł. W 1335 roku na zamku przebywał król Kazimierz Wielki. Wieleń został wymieniony przez "Kronikę katedralną krakowską" wśród zamków wybudowanych przez Kazimierza Wielkiego. Zamek był zbudowany na wyspie na Noteci i prowadził do niego most o długości 14 metrów. W okolicy wjazdu wzniesiono basztę o wysokości 10 metrów. W XV lub XVI wieku zamek zmodernizowano i przystosowano do użycia artylerii. Do początku XVI w. zamek był własnością królewską, a następnie poprzez zamianę z królem przeszedł w 1515 r. do majątku kasztelana Łukasza Il Górki, późniejszego wojewody poznańskiego. Najstarszy opis zamku pochodzi z 1564 r., będąc wówczas własnością Stanisława Górki (wnuka Łukasza). W rękach Górków zamek pozostawał do 1592, a następnie jego właścicielami stali się spokrewnieni z nimi Czarnkowscy herbu Nałęcz. Od 1631 właścicielami zamku byli Kostkowie. Od 1651 roku właścicielami byli Grudzińscy. W 1654 roku zamek był już opuszczony. Podczas potopu szwedzkiego warownię spalono. Następnymi właścicielami od 1683 roku byli Opalińscy. Od 1699 roku właścicielami byli Sapiehowie i pozostawali nimi do 1789. Drugi raz stara budowla spłonęła w 1702 r.

## Pałac barokowy
Barokowy pałac w Wieleniu stanął prawdopodobnie w miejscu obronnego, średniowiecznego zamku z XIV wieku. Pałac został wzniesiony około 1749 roku przez ówczesnego właściciela dóbr wieleńskich, wojewodę smoleńskiego, Piotra Sapiehę, ożenionego z Joanną Sułkowską. Architektem pałacu był Karol Marcin Frantz, nadworny architekt rodziny Sułkowskich. W założeniu miała to być rezydencja czworoboczna, czteroskrzydłowa, z dziedzińcem wewnętrznym. Budowa pałacu nie została jednak ukończona w całości. Udało się wybudować dwa skrzydła, południowe i zachodnie, oraz częściowo północne i wschodnie, które zostały rozebrane jeszcze w XVIII wieku. Za czasów Piotra Sapiehy zaprojektowano również park z alejami ozdobionymi kamiennymi rzeźbami. 
Pod koniec XVIII wieku pałac przeszedł w ręce Fryderyka von Blankensee. Kolejnym właścicielem dóbr, w latach 1855–1945, była rodzina von Schulenberg. Pod koniec II wojny światowej pałac został spalony i przez lata popadał w ruinę, mimo to elewacja zachowała się w dobrym stanie. Pilastry, wsparte na boniowanym cokole, sięgają fryzu i gzymsu, a trójkątny naczółek z herbem von Schulenbergów, wieńczy trójosiowy ryzalit elewacji frontowej.
Do zespołu pałacowego należy budynek bramny, oficyna z 1885 r., oranżeria, dom ogrodnika, zabytkowy cmentarz z kaplicą-mauzoleum rodziny von Blankensee i von Schulenberg oraz park. Po II wojnie światowej drzewostan parku uległ zniszczeniu. Pierwotnie rosły w nim rodzime gatunki drzew, takie jak: platan klonolistny, klon, buk, dąb, olcha, lipa.
W zadrzewieniu parku znalazły się również: czeremcha, kasztanowiec drobnokwiatowy, daglezja, suchodrzew tatarski.
Park zdobiły także obrośnięte winoroślą pergole oraz aleje: lipowa, brzozowa i świerkowa.

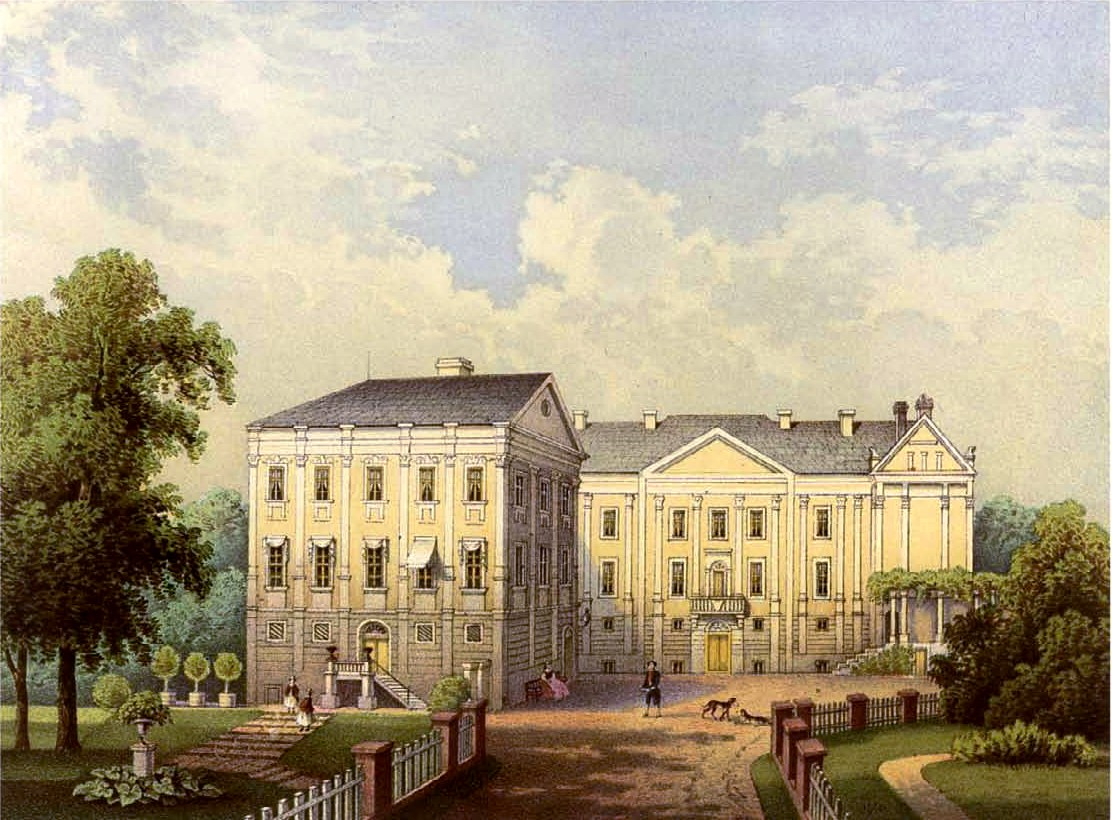
Pałac w 2. poł. XIX w. wg Dunckera
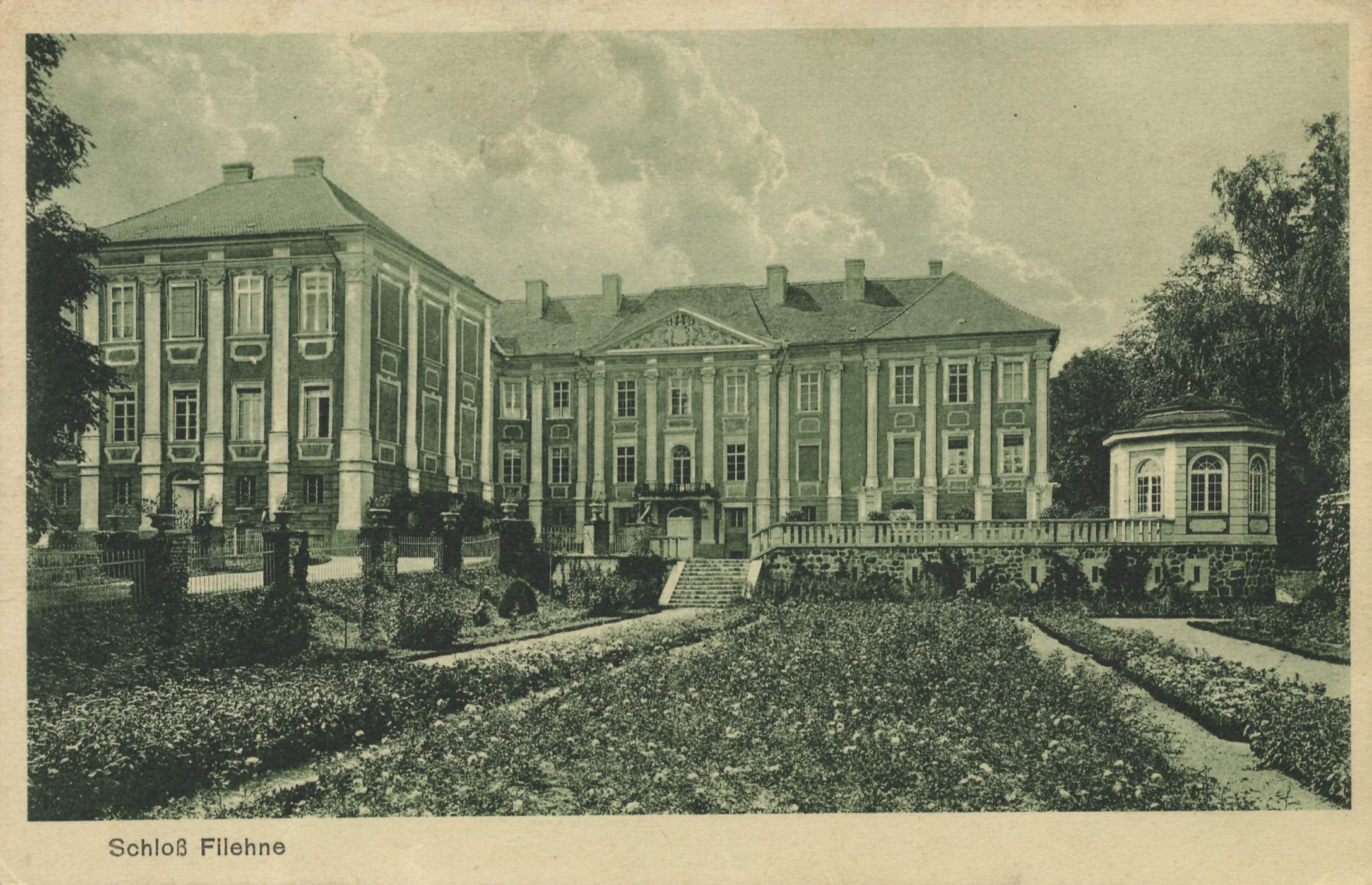
Pocztówka
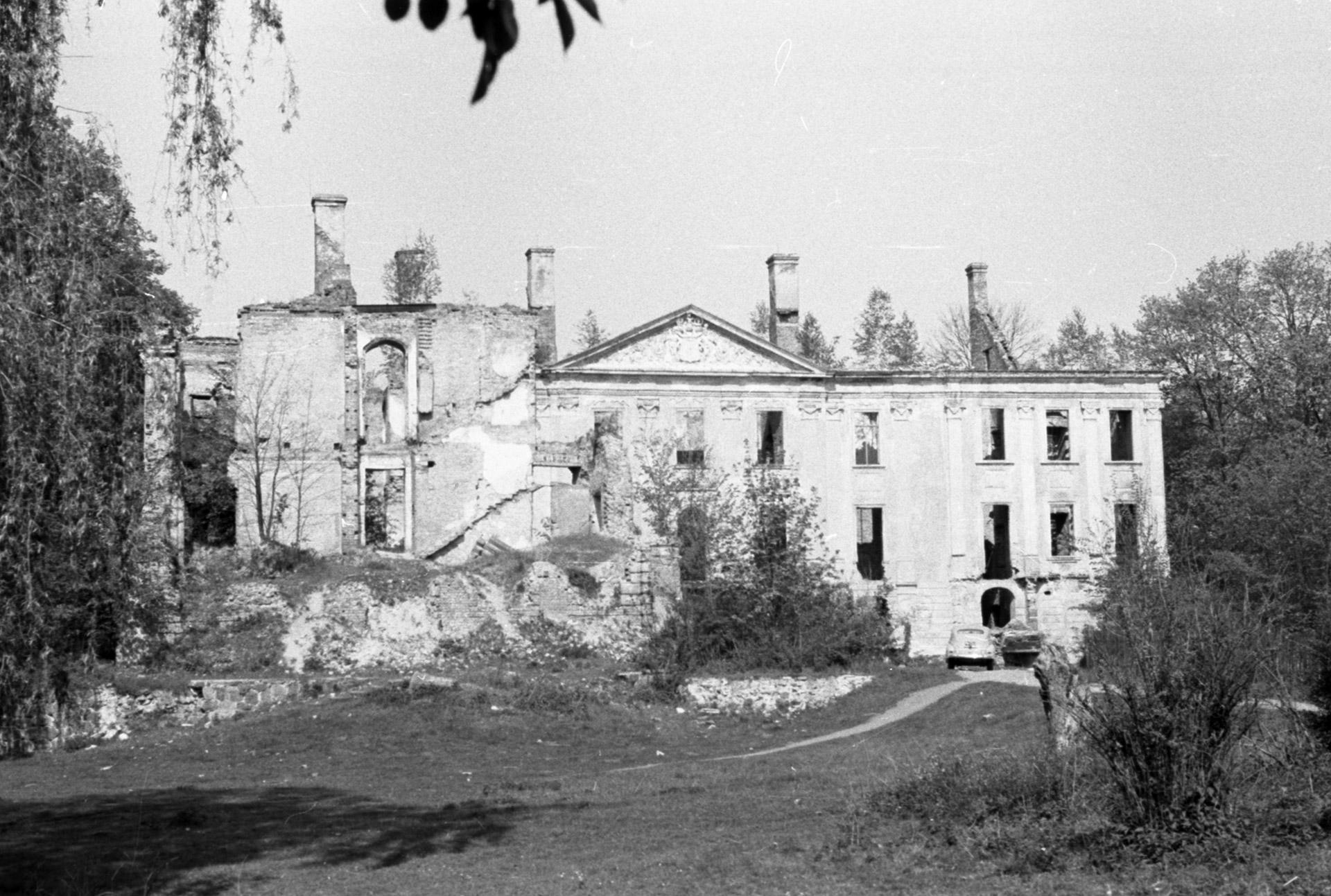
Ruiny w 1959